# お宝映像クイズ 見ればナットク!
お宝映像クイズ 見ればナットク!（おたからえいぞうくいず みればなっとく）とは、NHK総合テレビジョンで2003年4月6日から2004年3月28日まで放送されたクイズ番組・バラエティ番組である。放送時間は日曜日19時20分 - 20時であった。

## 概要
『Q（クイズ）TVタイムカプセル』として2002年12月18日に試験的に放送された。その際、司会は三宅裕司と小野文恵で、キャプテン役がラサール石井と関根勤であった。
レギュラー時の際、キャプテン役が関根から小堺一機に変わった。チームのメンバー構成はキャプテンを含むタレント解答者4人で、前期はラサールチームと小堺チームの対戦だったが、2003年7月6日放送から男女チーム対抗戦へと変更され、ラサールと小堺は隔週でしか出演できなくなった（これは当時の海老沢勝二会長の鶴の一声によるものだったと、ラサールが後にラジオ番組で語った）。
4人の解答者に10・20・30・40点の得点が割り振られており、正解者は自分に割り振られた得点を獲得する仕組みであった。前期は、問題の年代と地方などを考慮して相手キャプテンが点数を配分した。後期は、スロットマシーンの様に得点が回転し、キャプテンがボタンを押してランダムに点数を決定した。最終問題は4択問題で、正解者は割り振られた倍の得点を獲得する。
テレビ放送開始50周年に当たったことから、NHKが保存する豊富な映像ライブラリーの中から季節やイベントの開催時期に合わせたものが特に選ばれ出題された。

## 司会
- 石澤典夫（NHKアナウンサー）
- 久保純子（NHKアナウンサー、なおこの番組を最後にNHKを離れ、フリーへ転身した）

### ナレーション
- 緒方文興

## 備考
東北地方のみ最終回の放送時間が23:10からとなった（2004年4月放送開始の連続テレビ小説『天花』の制作レポート番組放送のため）。　